# Cathédrale de l'Assomption de Kingstown
Cette  cathédrale ne doit pas être confondue avec une autre cathédrale de Saint-Vincent-et-les-Grenadines.
 D’autres cathédrales portent le nom de cathédrale de l'Assomption.
La cathédrale de l'Assomption, également appelée cathédrale catholique de Kingstown ou cathédrale Notre-Dame-de-l'Assomption ou simplement cathédrale Sainte-Marie, est une cathédrale catholique située à Kingstown à Saint-Vincent-et-les-Grenadines. Elle est le siège du diocèse de Kingstown.

## Historique
Le début de la construction de la cathédrale de l'Assomption remonte à 1823, mais elle n'est achevée que plus d'un siècle plus tard, dans les années 1930. Elle a été élevée au rang de cathédrale en 1989.

## Architecture
Son architecture combine différents styles : maure, roman, byzantin, vénitien et flamand.